# Pytilia hypogrammica
L'astro ali gialle o astro faccia rossa (Pytilia hypogrammica Sharpe, 1870) è un uccello passeriforme della famiglia degli Estrildidi.

## Descrizione

### Dimensioni
Misura fino a 11 cm di lunghezza, coda compresa.

### Aspetto
Si tratta di uccelli dall'aspetto robusto e paffuto, muniti di corte ali arrotondate, coda corta e squadrata e becco conico e appuntito.

La colorazione è grigio topo sulla maggior parte del corpo: nel maschio è presente una mascherina facciale di colore rosso cupo (assente nella femmina, nella quale la testa è grigia come il resto del corpo), così come rossi sono la coda ed il codione. Le remiganti sono di color giallo ocra-verdastro (da cui il nome comune della specie), mentre su ventre e sottocoda è presente una striatura trasversale zigzagante bianca. Il becco è nero, gli occhi sono bruno-rossicci e le zampe sono di colore carnicino.

## Biologia
Si tratta di uccelli diurni che vivono perlopiù da soli o in coppie, ma che all'infuori della stagione riproduttiva possono essere osservati anche in piccoli gruppi familiari che contano meno di una decina d'individui: essi passano la maggior parte del tempo fra l'erba alta o i cespugli alla ricerca di cibo, scendendo di tanto in tanto anche al suolo.

### Alimentazione
L'astro ali gialle si nutre principalmente di semi di graminacee ed insetti di piccole dimensioni, integrando inoltre la propria dieta con bacche e frutta.

### Riproduzione
La stagione riproduttiva coincide con la fase finale della stagione delle piogge: ad esempio, in Nigeria il periodo riproduttivo va da ottobre a gennaio.

Il nido viene costruito nel folto della vegetazione da ambo i partner: esso ha forma globosa e si compone principalmente di fili d'erba e fibre vegetali intrecciati. Al suo interno la femmina depone 3-4 uova biancastre, che essa provvede a covare alternandosi col maschio per circa due settimane: i nidiacei, ciechi ed implumi alla schiusa, vengono accuditi da entrambi i genitori per circa tre settimane, quando sono pronti all'involo. Tuttavia, è raro che essi si allontanino definitivamente dal nido prima del mese e mezzo di vita.
L'astro ali gialle subisce parassitismo di cova da parte della vedova del Togo e della vedova codalunga.

## Distribuzione e habitat
Questa specie è diffusa in Africa occidentale, dalla Sierra Leone attraverso tutta la Guinea, fino al Congo occidentale. L'habitat di questi uccelli è rappresentato dalla savana alberata, ma essi si sono adattati a colonizzare anche le aree antropizzate, sicché li si può osservare in zone coltivate, giardini e parchi cittadini.